# Perry Saturn
Perry Arthur Satullo (ur. 25 października 1966 w Cleveland) – amerykański wrestler, bardziej znany jako Perry Saturn. Od swojego debiutu w 1990 roku, walczył on w takich federacjach jak Extreme Championship Wrestling (ECW), World Championship Wrestling (WCW), World Wrestling Entertainment (WWF) i Total Nonstop Action Wrestling (TNA).

## Początki kariery
Przed rozpoczęciem kariery profesjonalnego wrestlera, Perry Satullo w wieku 17 lat trafił do amerykańskiej armii, gdzie nauczył się podstaw sztuk walki, które później pomagały mu w zmaganiach na ringu. W 1988 roku, Perry rozpoczął treningi u legendy biznesu – Killera Kowalskiego w jego szkole w Malden, gdzie wkrótce zdobył swój pierwszy pas mistrzowski – Light Heavyweight Championship a później także mistrzostwo Tag Team Titles z Terra Rizing, obecnie znanym jako Triple H. W tym czasie, Satullo pojawił się także w federacji New Japan Pro Wrestling, gdzie spędził tylko trzy tygodnie. W 1993 roku, Saturn zaczął walczyć w następnej federacji, United States Wrestling Association, gdzie poznał swojego późniejszego partnera z tag teamu The Eliminators, Johna Kronusa. W 1994 roku, Perry z Johnem wzięli udział w turnieju o wakujące pasy tagów, jednak odpadli w finale w walce z Brianem Christopherem i Eddie Gillbertem. The Eliminators kontynuowali swoją walkę o złoto i zaledwie kilka tygodni później pokonali wcześniejszych rywali i zostali mistrzami. Pasy trzymali przez miesiąc by stracić je dla PG-13. Następnie, Saturn spędził trochę czasu w WAR, gdzie rozwijał swoje umiejętności ringowe. W 1995, Saturn odnowił swój tag team z Kronusem i przeniósł się do Extreme Championship Wrestling.

## Extreme Championship Wrestling
Zaraz po pojawieniu się w nowej federacji, kontrola nad dywizją tagów, została przejęta przez The Eliminators, którzy pokonali Mikeya Whipwrecka i Cactusa Jacka, stając się tym samym ECW Tag Team Championami. Przez następne 6 miesięcy, aż do sierpnia 1996 roku, nikt nie był w stanie zatrzymać Eliminators. W końcu, Kronus i Saturn ulegli The Gangstas (Sead i New Jack), z którymi rozpoczęli długi i zacięty feud. W grudniu, Kronus i Saturn pokonali Saeda i New Jacka w wielkim rematchu i zdobyli pasy tag team ponownie. Oba tagi kontynuowały feud do marca 1997 roku, jednak w ECW pojawiła się nowa drużyna – The Dudley Boyz i to ona zgarnęła pasy od The Eliminators. Miesiąc później na Barely Legal, Kronus i Saturn pokonali Dudley Boyz i zostali mistrzami po raz trzeci. Po dwóch miesiącach title runu, Eliminators znów zostali pokonani przez Dudley Boyz a niedługo później Satullo opuścił ECW i przeniósł się do WCW.

## World Championship Wrestling
Satullo pojawił się w World Championship Wrestling na krótko przed tym jak federacja pozyskała Ravena. Po pojawieniu się Ravena, Saturn dołączył do jego stajni The Flock by pomagać mu gnębić innych wrestlerów m.in. przez interwencje w walkach. Już w swojej debiutowej walce na Nitro, Saturn pokonał Disco Inferno, ówczesnego mistrza WCW Tv Champion i stał się posiadaczem pasa, który trzymał przez miesiąc aż do rematchu z Disco. Posiadanie przez Saturna pasa, oddzielało go zdecydowanie od reszty jobberskiego The Flock. W kwietniu 1998 roku, Saturn zaczął stwarzać niepotrzebne problemy w The Flock i wplątał się w feud z Hammerem, który również był członkiem tej stajni. Na pierwszym Nitro w maju, Kidman ogłosił, że odbędzie się walka Loser Leaves Flock Match, między Saturnem a Hammerem. Saturn przegrał tę walkę i jeszcze tej samej nocy, Raven i całe Flock wyzwało Saturna by ten przyszedł i usprawiedliwił się ze swojej porażki. Saturn pojawił się z ogoloną głową, co nadało mu większego superstar look i równym krokiem szedł w stronę ringu. Niespodziewanie, Flock zaczęło atak na Hammerze i Raven ogłosił, że to on jednak musi opuścić stajnię. Niedługo później, Saturn powiedział, że był tylko przyjacielem Ravena, co bardzo rozwścieczyło lidera grupy, który musiał wyrzucić Saturna ze stajni.
Na gali Fall Brawl '98, Saturn udowodnił swoje umiejętności i pokonał Ravena po interwencjach Lodiego i Kanyona. Po zakończeniu długiego feudu z Raven’s Flock, Saturn miał konflikt z Eddiem Guerrero, bowiem uważał, że jego stajnia przypomina mu za bardzo Flock. Niedługo potem, Saturn dołączył do Kaza Hayashi i walczył przeciwko Ernestowi Millerowi i Sonnym Onoo. Feud z Millerem kosztował go wiele interwencji podczas walk na Nitro i Thunder. Obaj panowie spotkali się na Starrcade. Podczas walki, interweniujący Sonny Onoo niefortunnie kopnął Millera, następnie Saturn wykonał Death Valley Driver i wygrał walkę. Później, Saturn wdał się w konflikt z Chrisem Jericho z którym stoczył na gali Souled Out '99 pamiętny Loser Wars Dress Match. Jericho wygrał walkę i Saturn musiał założyć sukienkę. Feud obu wrestlerów zakończył się kilka miesięcy później po Dog Collar Matchu, który wygrał Saturn. W marcu 1999 roku, Saturn wziął udział w turnieju o pas US Title, jednak został wyeliminowany już w pierwszej rundzie przez Bookera T.
Pod koniec marca, Saturn reaktywował swój tag team z Ravenem i razem kontynuowali walki z Benoit i Malenko. Na Slamboree, Raven i Saturn pokonali dwóch Horsemanów oraz Mysterio i Kidmana i wygrali pasy tagów. W czerwcu, Raven został kontuzjowany przez Diamond Dallas Page’a i Bam Bigelowa i Saturn sam musiał stawić czoła dwóm wrestlerom. Mimo interwencji Kanyona, Saturnowi nie udało się obronić pasów mistrzowskich. Wkrótce nowym partnerem Saturna został Chris Benoit, z którym walczył przeciwko The Triad, ciągnąc dalej feud.
Na gali Bash At The Beach 1999, Saturn i Benoit walczyli z The Triad o pasy tag team. Saturn dostał kombinacje Diamond Cutter i Greeting From Asbury Park i walka została zakończona poprzez zpinowanie. Benoit i Saturn dołączyli niedługo potem do Shane’a Douglasa i nazwali swoją stajnię – The Revolution. Była to jedna z najsilniejszych stajni od czasów 4 Horsemen. W sierpniu, Revolution feudowało z inną grupą – The Rednecks, a na gali Road Wild '99, Saturn, Malenko i Benoit pokonali przeciwników po tym jak Saturn wykonał DVD na Bobbym Duncum Jr.
Miesiąc później, Saturn i reszta Revolution kontynuowali feud z Viciousem i Rickiem Steinerem. Saturn zgodził się na walkę ze Steinerem o Tv Title, jednak przegrał ją. Wkrótce Revolution wraz z kontuzjowanym Douglasem zaczęło celować w Filthy Animals. Pojawiać zaczęły się też konflikty między Benoitem a Revolution i musiał on opuścić stajnie na rzecz Breta Harta. Na gali Halloween Havoc '99, Saturn stoczył pojedynek z Eddym Guerrero, który był członkiem Filthy Animalsa a walka zakończyła się dyskwalifikacją dla Saturna, po interwencji Rica Flaira, który pobił Eddy’ego. Po Halloween Havoc, został ogłoszony turniej o World Title. W 1 rundzie, Saturn pokonał Eddiego Guerrero przy małej pomocy Revolution i przeszedł do kolejnej rundy. Następnym przeciwnikiem Saturna okazał się być Bret Hart. Mimo interwencji Revolution, Saturnowi nie udało się go pokonać i stapował on po założonym przez Breta, Sharpshooterze. Konflikt na linii Revolution i Filthy Animals nie malał i na Mayhem '99, Saturn i Malenko dołączyli do Asya’i i stoczyli walkę typu Elimination Match z Eddym, Kidmanem i Torrie, która byłą jego dziewczyną. Jak się później okazało, jedynym survivorem został Saturn. Na gali Souled Out '99, Saturn przegrał z Kidmanem, który oprócz tej walki stoczył jeszcze dwoma z innymi członkami Revolution. Gala ta była ostatnią Saturna i razem z Benoitem, Malenko i Guerrero, całą grupą przenieśli się do WWF.

## World Wrestling Federation
Na ostatnim RAW w styczniu 2000, The Radicalz (Chris Benoit, Saturn, Dean Malenko, Eddy Guerrero) pojawili się na gali szukając pracy w federacji. Z pomocą przyszedł im Cactus Jack, który ich oficjalnie przedstawił i Radicalz podpisali kontrakty. Radicalz stoczyli brawl razem z New Age Outlawz przeciwko heelowej frakcji McMahon-Helmsley. Benoit opuścił wkrótce stajnię i rozpoczął feud z Chrisem Jericho a trzech pozostałych członków Radicalz feudowało z Too Cool i Chyna. Radicalz rozpadało się po tym jak Eddie postanowił opuścić grupę dla ukochanej Chyna’y. Malenko i Saturn ciągle jednak byli w tagu.
Saturn został przeniesiony do dywizji Hardcore gdzie toczył feud z Torrie. Wkrótce do Saturna dołączyła Terri Runnels, która stała się jego managerką. Po nieudanym występie na King of the Ring, Perry zainteresował się pasem European Championship, jednak przez długi okres nie udało mu się go zdobyć. 23 lipca, Perry Saturn pokonał Eddiego Guererro i wygrał tytuł. Podczas feudu Terri z The Kat, Saturn wplątał się w konflikt z Al Snowem, na rzecz którego stracił swój tytuł European Championship.
The Radicalz zreformowało się pod koniec 2000 roku i rozpoczęło feud z D-Generation X, których pokonali na Survivor Series. Tego samego wieczoru, grupa zaatakowała Stone Colda podczas jego walki z Triple H. Wkrótce, Malenko starał się o względy Lity przez co Radicalz wdali się w konflikt z Hardy Boyz. Na WrestleManii X-Seven, Saturn pomógł Eddiemu pokonać Testa, jednak nie zatrzymało to Eddiego w stajni i opuścił on Radicalzów.
W marcu, gimmick Saturna uległ totalnej zmianie. Od teraz zaczął on pojawiać się z mopem nazwanym Moppy, który a raczej która według niego była żywa. Terri kazała wybrać Perry’emu między nią a mopem. Saturn wybrał oczywiście mopa i Terri odeszła od niego do Ravena, który pomógł jej zniszczyć mopa. Saturn zrewanżował się na Ravenie i pokonał go na gali Unforgiven.
W kwietniu 2002 roku, odnowiła się kontuzja kolana Saturna i został on wykluczony z wrestlingu na 4 miesiące. Po zmianie nazwy z WWF na WWE, federacja zrobiła czystki w rosterze i Perry został zwolniony przed zaplanowanym powrotem na listopad 2002.

## Scena niezależna
Po opuszczeniu WWE, Saturn rozpoczął tour po Europie razem z World Wrestling All-Stars a jego managerką została Midajah. W marcu 2003, Saturn pojawił się w federacji Total Nonstop Action Wrestling, gdzie stoczył kilka hardcorowych walk, a po zaledwie miesiącu odszedł z niej.

## Strzelanina
W kwietniu 2004, Satullo odwożąc swoją dziewczynę do pracy w Atlancie, zatrzymał się samochodem by zapobiec gwałtowi jakiejś kobiety. Perry został postrzelony trzy razy w wyniku czego w jego karku została zamontowana metalowa płyta i protezy w trzech kręgach.
Satullo zakładał swój powrót na ring na 17 września 2004 roku na walkę z Goodmanem, promotorem USA Pro Wrestling. Lekarze jednak nie pozwolili mu walczyć i nie pojawił on się na gali. Identyczna sytuacja miała też miejsce z galą Hardcore Homecoming.

## Stajnie
The Radicals (WWF, 2000): Eddie Guerrero, Chris Benoit, Dean Malenko
The Revolution (WCW, 1999): Shane Douglas, Dean Malenko, Chris Benoit, Asya, The Wall
Upstarts (WCW, 1999): Shane Douglas, Buff Bagwell, Chris Benoit, Dean Malenko
The Flock (WCW, 1997-1998): Raven, Billy Kidman, Horace Hogan, Reese, Van Hammer, Sick Boy, Scotty Riggs, Stevie Richards
Team Extreme (NWA, 2003): Sandman, New Jack, Justin Credible

## Tag Teamy
The Eliminators (ECW/USWA): John Kronus
The Radicals (WCW): Dean Malenko
- WCW: Raven

- WCW: Chris Kanyon

- IWF: Terra Rizing

## Mistrzostwa i osiągnięcia
- 3XWrestling
  - 3XW Pure Wrestling Championship (1 raz)

- Extreme Championship Wrestling
  - ECW World Tag Team Championship (3 razy) – z Johnem Kronusem

- Independent Wrestling Federation
  - IWF North American Heavyweight Championship (1 raz)
  - IWF Light Heavyweight Championship (2 razy)

- Pro Wrestling Illustrated
  - PWI sklasyfikowało go na 47 miejscu z 500 najlepszych pojedynczych wrestlerów w 1999 roku
  - PWI sklasyfikowało go na 227 miejscu z 500 najlepszych pojedynczych wrestlerów w 2003 roku
  - PWI sklasyfikowało go na 89 miejscu z 100 najlepszych tag teamów z Johnem Kronusem w 2003 roku

- United States Wrestling Association
  - USWA World Tag Team Championship – (1 raz) z Johnem Kronusem

- World Championship Wrestling
  - WCW World Tag Team Championship – (2 razy) z Ravenem (1), Chris Benoit (1)
  - WCW World Television Championship – (1 raz)

- World Wrestling Federation
  - WWF European Championship (1 raz)
  - WWF Hardcore Championship (2 razy)

- Universal Championship Wrestling
  - Universal Heavyweight Champion (1 raz)[2]